# Zeche Schöndelle
Schöndelle (auch Schondelle) war eine kleine Stollenzeche in Hacheney.
Die Zeche Schöndelle muss (vermutlich als Pinge) bereits im Jahre 1754 Bestand gehabt haben, so geht es aus zeitgenössischen Unterlagen hervor. Nachdem eine Flözverwerfung ihren Betrieb für mehrere Jahre unterbrochen hatte, wurde am Ostufer des namensgebenden, heute noch existierenden, Bachlaufs Schondelle ein neuer Stollen angesetzt und südostwärts in Richtung Wellinghofen vorgetrieben, um die Grubenfelder von Schöndelle und Zeche Christine & Jungfer zu entwässern.
1840 schlossen sich beide Zechen zur Betriebsgemeinschaft Zeche Christine & Schöndelle zusammen, gingen aber schon ein Jahr später, 1841, in Konsolidation zur Zeche Crone.

## Spurensuche
Das Abbaufeld der Zeche Schöndelle lag genau zwischen dem Rombergpark im Norden und dem Dortmunder Zoo im Süden, auf dem Ostufer des Baches Schondelle. Der Stollen verlief unter dem heutigen Dortmunder Zoo hindurch und endete etwa an der heutigen Schnellstraßenkreuzung Zillestraße/Ruhrwaldstraße im Westen von Wellinghofen.

## Weblink
- http://www.ruhrkohlebergbau.de/ob1478.html